# Diacara guttata
Diacara guttata är en kräftdjursart som först beskrevs av Dollfus 1895.  Diacara guttata ingår i släktet Diacara och familjen Oniscidae. Inga underarter finns listade i Catalogue of Life.